# Collant

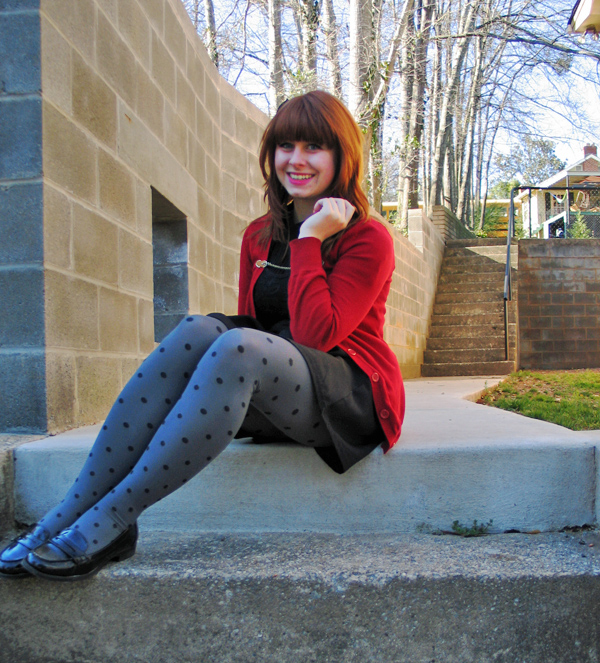
Una donna che indossa collant

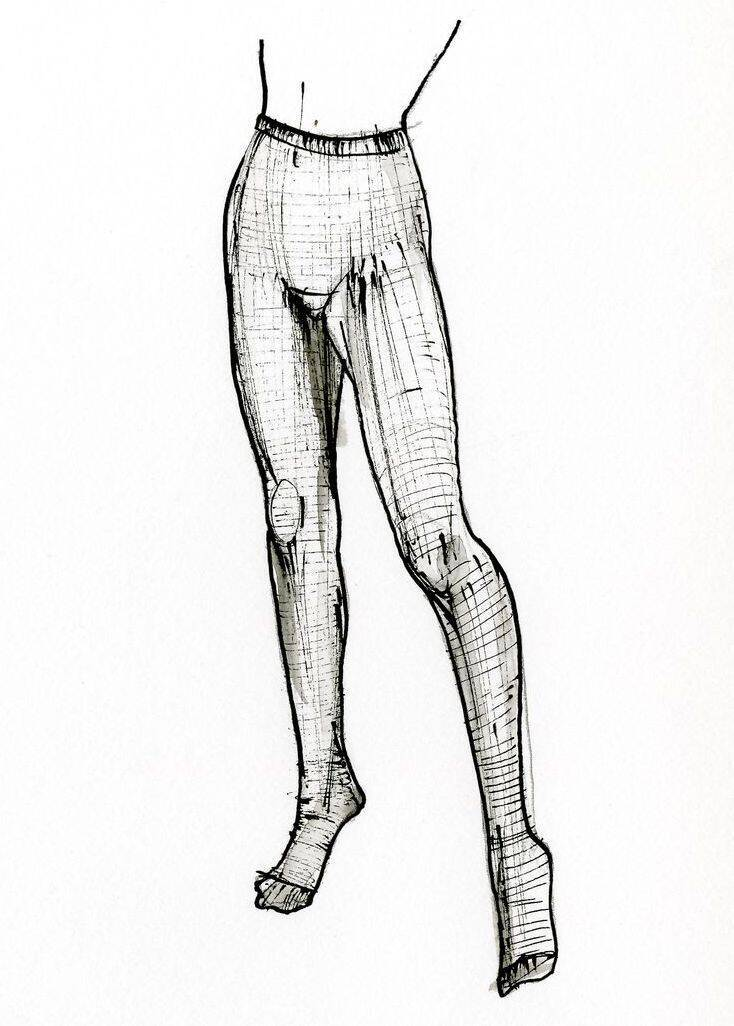
Collant

Il collant (termine di origine francese) è un capo d'abbigliamento che copre la parte del corpo umano compresa tra il basso addome e la punta dei piedi.

## Storia
Nel 1938 fu sintetizzato il nylon. I collant moderni furono inventati nel 1959 da Allan Gant sr, della Glen Raven negli Stati Uniti. Nello stesso anno, la Glen Raven Mills Company iniziò la produzione di massa. Si diffusero maggiormente con il comparire delle minigonne alla metà degli anni sessanta.
In Italia, i primi collant furono prodotti dalla Rhodiatoce (società a partecipazione paritaria della Montecatini e della Rhône-Poulenc), che li commercializzava con il marchio Nailon Rhodiatoce - Scala d'Oro, inizialmente in solo nylon.
In Italia i primi collant vennero prodotti a Castel Goffredo, dalla metà degli anni 60.
L'utilizzo del collant conobbe una forte crescita nel mondo occidentale, e quindi in Italia, a partire dai primi anni '60. Esso permetteva alle donne di indossare un capo che in precedenza era riservato soltanto alle donne di elevata estrazione sociale poiché le calze di seta, che precedettero l'uso dei collant, erano molto costose e non accessibili alla gran parte. I collant, per comodità rispetto alle suddette calze, e per accessibilità, conobbero uno sviluppo commerciale notevole sino al finire degli stessi anni '60. Le proteste sessantottine infatti erano spesso veicolate anche dai movimenti femministi, che, in forza delle proprie idee di sovvertimento del "maschilismo", utilizzavano pantaloni (considerati un totem maschile), e quindi spingevano per l'uso degli stessi le altre donne. Nonostante tale rallentamento, la produzione dei collant viene ripresa con vigore già dagli anni '70, ampliando la gamma di colori e fantasie, in precedenza ridotte ai due essenziali "trasparente" (altrimenti detto "color carne") e nero.
Più in avanti poi, si svilupperanno cambiamenti anche sulle denarature (ossia sulla "pesantezza" in termini di trama della maglia) e sulla forma vera e propria (vita alta/bassa, con apertura sulle dita, ecc.).
A metà degli anni '80 circa, l'Italia era il primo produttore mondiale di calzetteria femminile nel mondo e quindi dei collant. Un vero e proprio punto di riferimento della moda dell'intimo per le donne.
A partire dalla fine del XX secolo e l'inizio del XXI secolo, l'utilizzo del collant (e della calzetteria tipicamente femminile in genere) nel mondo occidentale, ossia gran parte del consumo mondiale, è diminuito fortemente, per cui molte aziende hanno chiuso o sono state costrette a diversificare le linee di produzione. Ciò che era un settore di punta in Italia fino a buona parte degli anni '90, è andato perdendo forza man mano per via dei forti ed accelerati cambiamenti della moda femminile sviluppatisi negli ultimi decenni.
Al contrario della calzamaglia, che spesso viene usata anche da alcuni uomini per lo sport e attività fisica, sebbene in modelli differenti da quelli femminili, il collant invece è un capo di abbigliamento fortemente ad indirizzo femminile. C'è da registrare che negli ultimi anni alcune aziende nel mondo hanno tentato a più riprese di allargare il mercato a versioni maschili (es. Gerbe in Francia, Emilio Cavallini in Italia, ecc.), senza riuscire a realizzare tuttavia un interesse commerciale degno di nota.

## Fabbricazione e utilizzo

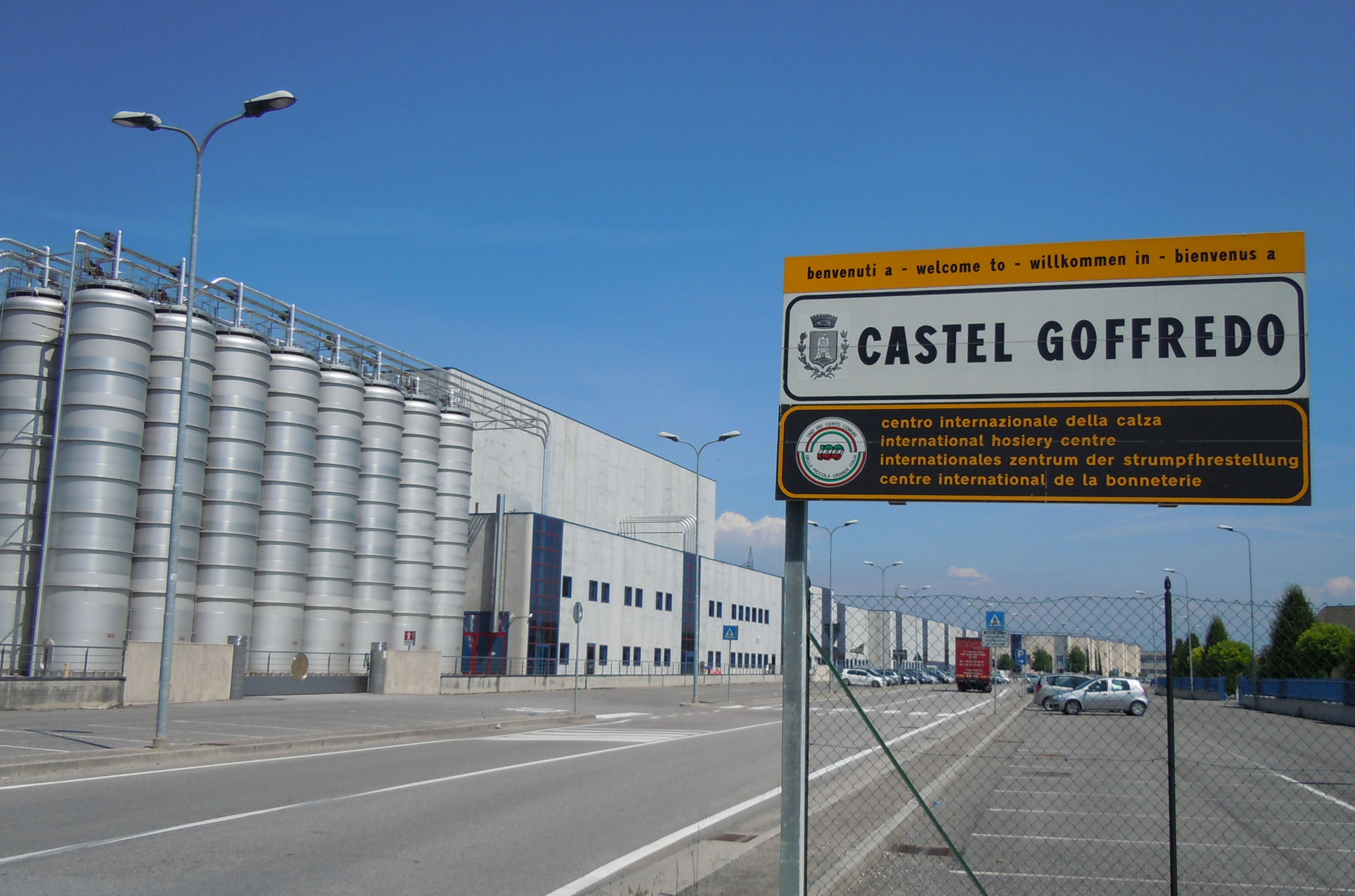
Castel Goffredo, zona industriale

Per fabbricare un paio di collant sono necessari 14 chilometri di nylon. I collant di maggior pregio sono generalmente fabbricati in Italia o Francia. Sono usualmente in nylon, elastan, testurizzato o cotone.
I collant possono essere utilizzati come articolo di moda, medicale o per attività sportiva.
Esistono collant da "riposanti" e a "compressione graduata" che possono essere indossati per dare sollievo se si soffre di gonfiori delle gambe o delle caviglie, o di vene varicose, o ancora per stimolare la circolazione se si svolge una professione che richiede di rimanere sedute tutto il giorno, o al contrario, di stare in piedi per lunghi periodi di tempo.

### Zona di produzione
Castel Goffredo, in provincia di Mantova è conosciuta come "Città della calza", il più importante distretto per la produzione di calzetteria femminile. Qui ha sede il Distretto N. 6 Castel Goffredo - Tessile - Calzetteria.

## Cosa è il Collant

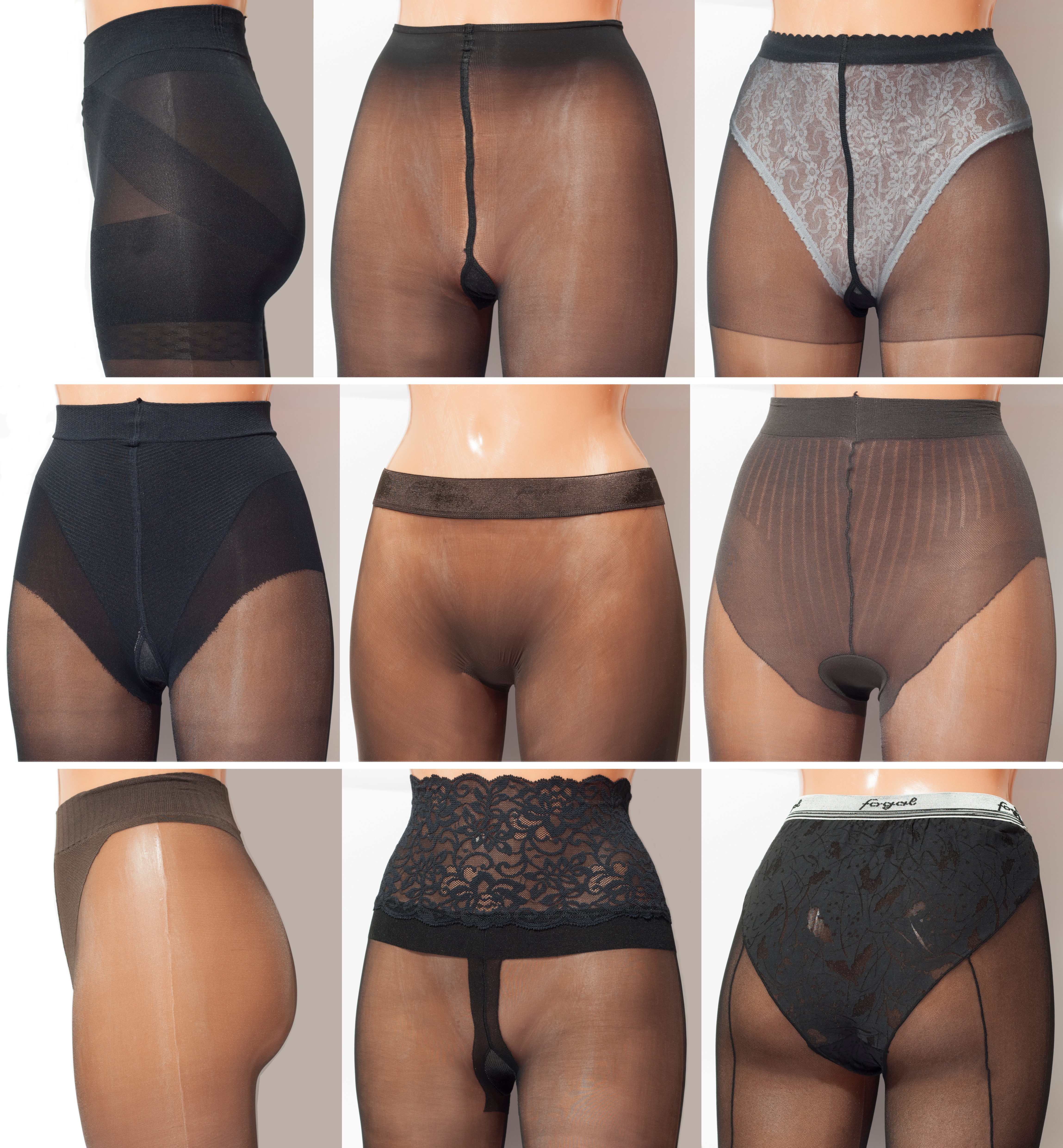
Stili di slip per collant (dall'alto in basso, da sinistra a destra): sezioni con parte superiore di controllo, trasparenti fino alla vita e semplici mutandine

A volte il termine "collant" viene confuso con indumenti che a prima vista possono sembrare simili, ma sono in realtà molto diversi.
Per essere un collant, l'indumento deve:
- coprire la parte del piede, punta delle dita inclusa. Se l'indumento copre solamente la parte di gambe e bacino e omette quella dei piedi, non è considerabile collant (né tantomeno calza) bensì leggings, anche se di nylon.

### Lo spessore
Lo spessore di un paio di collant si misura in denari. Da 10 a 15 denari, i collant sono estremamente sottili e trasparenti. Questi collant hanno maggiore probabilità di strapparsi quando vengono indossati. A partire da 20 denari, sono opachi e quindi più spessi, più sono caldi.

## Uso da parte degli uomini

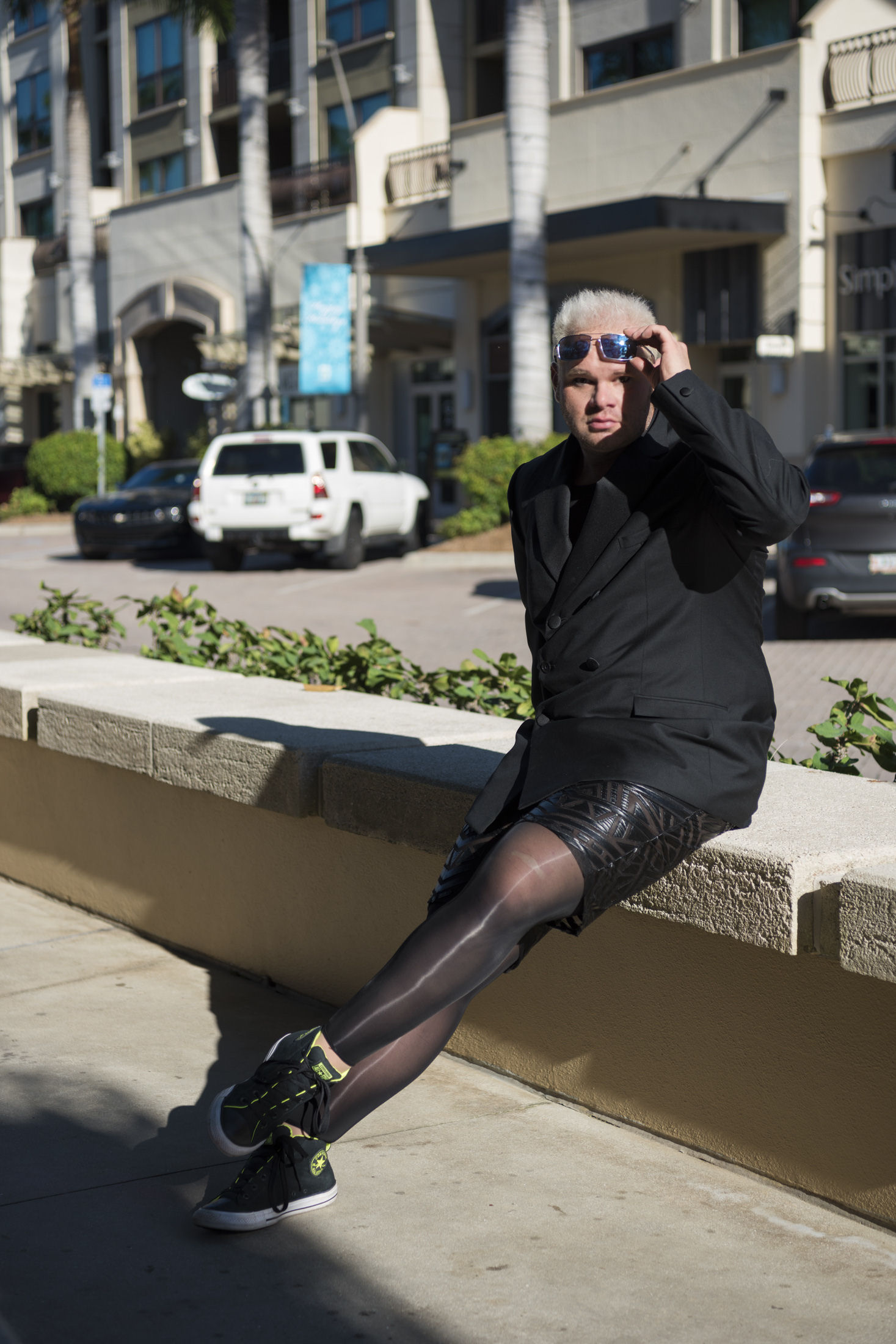
Un uomo che indossa un mantyhose (collant progettati appositamente per gli uomini)

Sebbene solitamente considerati un capo d'abbigliamento femminile, i collant possono essere indossati anche dagli uomini, ad esempio per protezione termica, sollievo terapeutico o semplicemente come scelta di moda. I fantini dei cavalli da corsa possono indossare i collant sotto la loro uniforme per consentire loro di scivolare liberamente sulle gambe e sulla vita quando il corpo del fantino si muove a un ritmo rapido. Alcuni pescatori che pescano dalle spiagge tropicali possono indossare i collant per proteggersi dalle meduse i cui aculei vengono attivati dal contatto con una sostanza chimica sulla pelle nuda. Alla fine degli anni '90, diversi produttori hanno introdotto stili di collant progettati per gli uomini per soddisfare questa nicchia di mercato.